# Marie-Madeleine Guimard
Marie-Madeleine Guimard (27. prosince 1743 Paříž – 4. května 1816 tamtéž) byla francouzská baletka, která dominovala pařížskému divadlu za vlády Ludvíka XVI. Dvacet pět let byla hvězdou Pařížské opery. Proslavila se také svými milostnými aférami, zejména dlouhodobým poměrem s knížetem ze Soubise. Podle Edmonda de Goncourt, když byl Jean le Rond d'Alembert dotázán, proč tanečnice jako La Guimard vydělávají tak úžasné jmění, zatímco zpěvačky ne, odpověděl: "Je to nezbytný důsledek zákonů pohybu."

## Život
Marie-Madeleine se narodila jako dítě lásky Fabiena Guimarta a Anne Bernardové, a legitimizována byla v prosinci 1765.

### Tanečnice
Od patnácti let ji cvičil velký choreograf d'Harnoncourt, ke kterému vstoupila s dalšími corps de ballet (skupina tanečnic, které nejsou hlavními tanečnicemi nebo sólistkami) z Comédie-Française.
Po prvním románku s tanečníkem Legerem, z něhož se narodilo dítě, byla angažována v Opeře (1761) a 9. května 1762 debutovala jako Terpsichoré; brzy byla viděna tančit u dvora.
Nebyla známá tím, že by riskovala obtížnější pohyby, které přibývaly do profesionálního repertoáru baletu, proslula ale svými dokonale komponovanými a plynulými aristokratickými pohyby, mimikou a především expresivně úsměvnou vizáží. Sukni nosila staženou tak, aby odhalovala spodničku, bez obručí nebo koše, držela ji jednoduše naškrobená mušelínová spodnička. Portrétistka Élisabeth Vigée-Lebrun řekla: "její tanec byla pouhá skica; dělala jen malé krůčky, jednoduché krůčky, ale pohyby tak ladné, že ji veřejnost měla raději než každou jinou tanečnici". Další tanečníci, jako Jean-Georges Noverre, ji nadšeně chválili, ale Sophie Arnould, která si myslela, že má spíše ladnější gesta než skutečný taneční talent, poznamenala poté, co v lednu 1766 spadl kus kulisy a zlomil jí ruku, načež pokračovala ve vystupování na veřejnosti, s paží v závěsu: „Chudák Guimard! Jen kdyby si zlomila nohu! To by jí nezabránilo v tanci."

### Kurtizána
Kromě kariéry tanečnice byla známá svým milostným životem a životem milostnice. Udržovala si množství vysoce postavených obdivovatelů, včetně skladatele Jean-Benjamina de La Borde, s nímž měla v dubnu 1763 dceru, a který vždy zůstával v jejím kruhu, i když se jí nakonec ujal Karel de Rohan, kníže ze Soubise, maršál Francie a velký znalec baletek, který za ni údajně utratil 2000 écu za měsíc.

### Dům v Pantin
Později zakoupila velkolepý dům nedaleko Paříže v Pantinu a postavila s ním spojené malé soukromé divadlo, kde se k potěšení vysoké společnosti konala veřejně zakázaná představení jako Colléova Partie de chasse de Henri IV a podobně prostopášná představení.
Ve skutečnosti se podle Edmonda de Goncourt konaly tři večeře týdně, jedna pro nejvelkolepější z grands seigneurs a pro ty nejváženější osoby u dvora; druhá, složená ze spisovatelů a umělců, která téměř konkurovala salonu paní Geoffrinové; a třetí, na kterou byly podle Tajných pamětí de Bachaumonta zvány všechny nejúchvatnější a nejchlípnější mladé ženy. Podle barona Grimma během kruté zimy v lednu 1768 požádala o svůj příspěvek v mincích a bez doprovodu vylezla do všech podkroví svého sousedství v Pantinu a rozdávala peněženky s penězi, kabáty a teplé ložní prádlo. Během její kariéry její velkorysost a otevřené srdce odzbrojovaly pamfletisty.
Mezi její obdivovatele patřil Louis-Sextius de Jarente de La Bruyère, biskup z Orléans.

### Hôtel Guimard
Na počátku 70. let vzdor pařížskému arcibiskupovi otevřela v Rue de la Chaussée-d'Antin nádherný Hôtel Guimard navržený Claudem Nicolasem Ledouxem v neoklasicistním stylu, vyzdobený malbami od Fragonarda a s divadlem pro pět set diváků. Dům byl v březnu 1773 téměř dokončen, když Grimmova Correspondance littéraire ohlásila slavnou anekdotu o Fragonardově pomstě: La Guimard se pohádala s malířem, který ji vyobrazoval jako Terpsichore na velkých panelech jejího salonu, a ten se jí pomstil. Nedoprovázen našel cestu do domu, vzal paletu barev a několika obratnými doteky proměnil úsměv Mlle Guimardové na obraze Terpsichore v grimasu zuřivosti. Když dorazila La Guimard a zjistila to, rozzlobila se tak, že byla obrazu ještě podobnější. V tomto Chrámu Terpsichore, jak palác pojmenovala, se podle jejích odpůrců konaly nejdivočejší orgie. V roce 1786 byla nucena se majetku za 300 000 franků zbavit.

### Pozdější život
Brzy po ukončení své kariéry se v roce 1789 provdala za tanečníka, písničkáře a dramatika Jean-Étienna Despréaux.

### Odkaz
V roce 2009 byla postel vyrobená pro Guimardovou podle návrhu francouzského neoklasicistního architekta Clauda Nicolase Ledouxe (1736–1806) jako „hlavní oltář chrámu lásky“, jak řekl majitel galerie Alan Rubin, nabídnuta k prodeji galerií Pelham na evropském veletrhu výtvarného umění v Maastrichtu.
Kromě jejího portrétu v Louvru je v Musée des Beaux-Arts et d'Archéologie de Besançon zachováno několik dalších Fragonardových portrétních kreseb, stejně jako busta od Gaetana Merchiho (1779) v Musée des arts décoratifs v Paříži.